# Théo Monar
Théo Monar (* 6. Juni 2001 in Fort-de-France, Martinique) ist ein französischer Handballspieler.

## Karriere

### Verein
Théo Monar begann im Alter von zwölf Jahren mit dem Handballsport bei Aunis HB La Rochelle Périgny. Anschließend trainierte er im Trainingszentrum in Poitiers. 2017 kam der 1,98 m große Kreisläufer in das Nachwuchsleistungszentrum von HBC Nantes. Bereits 2018 lief er in der zweiten Mannschaft unter dem späteren Cheftrainer Grégory Cojean auf. Seit 2019 steht er im Kader der Profimannschaft in der Starligue. In der Saison 2020/21 wurde er zum Aufsteiger des Jahres gewählt. Mit Nantes gewann er 2021 die Coupe de la Ligue, 2022 den Trophée des Champions sowie 2023 und 2024 die Coupe de France. Zur Saison 2024/25 wechselte er nach Polen zu KS Kielce. Mit Kielce gewann er 2025 den polnischen Pokal.

### Nationalmannschaft
Mit der französischen Jugendnationalmannschaft gewann Monar die U-18-Mittelmeerspiele 2018.
Nachdem Dragan Pechmalbec, Kreisläufer und Teamkollege in Nantes, sich im April 2021 entschieden hatte, statt für Frankreich künftig für Serbien aufzulaufen, wurde Monar von Nationaltrainer Guillaume Gille an dessen Stelle für die französische A-Nationalmannschaft nominiert. Sein Debüt gab er beim 46:30 gegen Griechenland am 2. Mai 2021 in Créteil. Bei der Europameisterschaft 2022 warf er zwei Tore in vier Spielen und belegte mit Frankreich den vierten Rang. Insgesamt bestritt er elf Länderspiele, in denen er 26 Tore erzielte.